# Amazona martinicana
Amazona martinicana é uma espécie hipotética extinta de papagaio que podem ter sido endêmica da ilha Martinica, no Caribe. Nunca foi encontrado nenhum resquício material da espécie, mas foi dito que era semelhante a Amazona arausiaca, endêmico de Dominica, a próxima grande ilha ao norte de Martinica. Sabe-se que os nativos negociavam extensivamente papagaios entre as Antilhas, e parece que a população da Martinica era de alguma forma relacionada com, ou mesmo descendente, de A. arausiaca.